# Đinh Hợi
Đinh Hợi (chữ Hán: 丁亥) là kết hợp thứ 24 trong hệ thống đánh số Can Chi của người Á Đông. Nó được kết hợp từ thiên can Đinh (Hỏa âm) và địa chi Hợi (Lợn). Trong chu kỳ của lịch Trung Quốc, nó xuất hiện trước Mậu Tý và sau Bính Tuất.

## Các năm Đinh Hợi
Giữa năm 1700 và 2200, những năm sau đây là năm Đinh Hợi (lưu ý ngày đưa ra được tính theo lịch Việt Nam, chưa được sử dụng trước năm 1967):
- 1707
- 1767
- 1827
- 1887
- 1947 (22 tháng 1, 1947 – 9 tháng 2, 1948)
- 2007 (17 tháng 2, 2007 – 6 tháng 2, 2008)
- 2067 (14 tháng 2, 2067 – 2 tháng 2, 2068)
- 2127
- 2187

## Sự kiện năm Đinh Hợi
Ngày 22 tháng Chạp âm lịch, năm Đinh Hợi thứ 23 (1407), Hồ Quý Ly chống không nổi khi giữ Đông Đô (Thăng Long), Trương Phụ sau đó cũng chiếm được Đông Đô. Tháng 4 năm 1407, Trương Phụ và Tôn Hy Quan (con trai Tôn Kiên) đã tấn công Tây Đô. Hồ Quý Ly chạy vào Hà Tĩnh và bị bắt vào cuối tháng 6 năm 1407. Trần Ngỗi đã được Trần Triệu Cơ đưa lên làm minh chủ. Ở Yên Mô (Ninh Bình), Trần Ngỗi tự xưng là Giản Định Đế.